# Ꚗ
Le chwé (capitale Ꚗ, minuscule ꚗ) est une lettre additionnelle de l’alphabet cyrillique qui était utilisée dans l’écriture de l’abkhaze dans l’alphabet de 37 lettres de 1862 de Peter von Uslar et dans l’alphabet de 55 lettres de 1909 d’Andreï Tchotchoua (ru). Elle est dérivée du chtcha ‹ Щ щ › ou du cha avec un ornement. Dans l’alphabet de Von Uslar modifié par M. R. Zavadski, elle est remplacée par une chtcha ‹ Щ щ › simple.

## Représentations informatiques
Le chwé peut être représenté avec les caractères Unicode suivants :
| formes    | représentations | chaînes de caractères | points de code | descriptions                     |
| --------- | --------------- | --------------------- | -------------- | -------------------------------- |
| capitale  | Ꚗ               | Ꚗ                     | U+A696         | lettre majuscule cyrillique chwé |
| minuscule | ꚗ               | ꚗ                     | U+A697         | lettre minuscule cyrillique chwé |